# Рудосільська волость
Рудосільська волость — історична адміністративно-територіальна одиниця Сквирського повіту Київської губернії з центром у селі Руде Село.
Станом на 1886 рік складалася з 4 поселень, 4 сільських громад. Населення — 5786 осіб (2861 чоловічої статі та 2925 — жіночої), 611 дворових господарств.
Наприкінці 1880-х років волость була ліквідована, усі поселення приєднані до Володарської волості.
|                     | Площа, десятин | У тому числі орної, дес. |
| ------------------- | -------------- | ------------------------ |
| Сільських громад    | 5430           | 5064                     |
| Приватної власності | 4031           | 3040                     |
| Іншої власності     | 168            | 148                      |
| Загалом             | 9629           | 8252                     |

Поселення волості:
- Руде Село — колишнє власницьке село за 25 верст від повітового міста, 1328 осіб, 134 двори, православна церква, костел, школа, постоялий будинок, водяний млин. За версту — лісова контора.
- Косівка — колишнє власницьке село при річці Рось, 1001 особа, 138 дворів, православна церква, постоялий будинок, лавка.
- Косівські Городище — колишнє власницьке село при річці Рось, 727 осіб, 89 дворів, православна церква, школа, постоялий будинок.
- Рубченки — колишнє власницьке село при річці Рось, 1329 осіб, 169 дворів, православна церква, постоялий будинок, водяний і 6 вітряних млинів.